# Triatoma dominicana
Triatoma dominicana es un insecto heteróptero extinto de la familia Reduviidae, conocidos comúnmente como chinches asesinas de la subfamilia Triatominae. Esta especie se la ha encontrado en depósitos de ámbar dominicano de la etapa burdigaliana del Mioceno temprano en la isla La Española.

## Registro fósil
Esta especie se la conoce únicamente a partir de una sola exuvia (exoesqueleto) de una ninfa hembra del quinto estadio encontrada en depósitos de ámbar de Hymenaea protera en la República Dominicana. El holotipo, depositado en la Universidad Estatal de Oregón como espécimen número He-4-73, fue extraído de la mina de ámbar dominicano La Toca. El espécimen fue mencionado por primera vez en un artículo de 1995 que describe la garrapata extinta Ornithodorus antiquus. Aunque en su mayor parte completa, a la exuvia le falta la pata delantera derecha, la pata media izquierda, una pequeña sección de la antena y la región anteocular. 
Es interesante resaltar que este espécimen de Triatoma dominicana es la primera especie extinta de Triatominae descrita a partir del registro fósil. En el espécimen de ámbar se incluyen dos gránulos fecales del insecto que contienen flagelados preservados del extinto Trypanosoma antiquus . Esta asociación es el ejemplo más antiguo conocido de la asociación de vectores entre Triatoma y Trypanosoma. Se ha inferido que T. dominicana vivió en un ambiente similar a las selvas tropicales húmedas modernas.
Según el contenido de la muestra de ámbar, incluidos tres insectos hematófagos, es probable que se haya formado en la cavidad de un árbol. Asociados con los insectos hay varios pelos de mamífero quirópteros no identificado, que habría sido el probable huésped de T. dominicana.

## Características principales
Si bien presenta caracteres similares a los modernos géneros de Triatoma, Panstrongylus y Eratyrus, algunos caracteres físicos son distintos a Triatoma, como el tamaño, de 19,5 milímetros (0,8 plg) que es más pequeño que las ninfas de Eratyrus; mientras que la cabeza y el tórax son granulosos. 
La isla La Española (compartida por República Dominicana y Haití) no tiene actualmente una población endémica de especies de Triatominae, la única especie presente, T. rubrofasciata, ha sido introducida por el hombre. De las tres especies endémicas de Triatominae que se encuentran en las Antillas Mayores, T. dominicana se asemeja a algunas características de T. obscura que se encuentra en Jamaica. 